# Ljudska univerza Celje
Ljudska univerza Celje je ljudska univerza s sedežem na Cankarjevi ulici 1 v Celju. Ustanovljena je bila leta 1997.